# Otrokovice
Otrokovice (en allemand : Otrokowitz) est une ville du district et de la région de Zlín, en République tchèque. Sa population s'élevait à 17 401 habitants en 2025.

## Géographie
Otrokovice se trouve à la confluence de la Morava et de la Dřevnice, à 10 km à l'ouest de Zlín, à 68 km à l'est de Brno et à 243 km au sud-est de Prague.
La commune est limitée par Tlumačov au nord, par Sazovice, Tečovice et Zlín à l'est, par Oldřichovice et Pohořelice, par Napajedla au sud et au sud-ouest, par Žlutava et Bělov à l'ouest, et par Kvasice au nord-ouest.

## Histoire
La première mention écrite de la localité date de 1141. En 1930, le fabricant de chaussures Tomáš Baťa créa la zone industrielle Baťov, dans laquelle les filiales de la compagnie Baťa et de l'avionneur Zlín s'installèrent. Un ensemble résidentiel fut également construit pour les employés selon les plans des architectes František Lydie Gahura et Vladimír Karfík. Tomáš Baťa trouva la mort à Baťov en 1932 lorsque son avion s'écrasa. Le centre du quartier de Baťov fut bâti entre 1933 et 1936 et son plan s'inspire d'une hélice à trois pales. En 1938, la population atteignait environ 8 000 personnes. Otrokovice fut nommée Baťov entre 1938 et 1946 et Otrokovice-Kvítkovice entre 1960 et 1964.

## Population
Recensements ou estimations de la population de la commune dans ses limites actuelles :
| 1869* | 1880* | 1890* | 1900* | 1910* | 1921* | 1930* |
| ----- | ----- | ----- | ----- | ----- | ----- | ----- |
| 1 351 | 1 489 | 1 545 | 1 629 | 1 752 | 1 927 | 2 645 |

| 1950* | 1961*  | 1970*  | 1980*  | 1991*  | 2001*  | 2011*  |
| ----- | ------ | ------ | ------ | ------ | ------ | ------ |
| 8 929 | 10 486 | 11 925 | 18 082 | 20 267 | 19 261 | 18 343 |

| 2014   | 2015   | 2016   | 2017   | 2018   | 2019   | 2020   |
| ------ | ------ | ------ | ------ | ------ | ------ | ------ |
| 18 230 | 18 253 | 18 157 | 18 009 | 17 932 | 17 876 | 17 879 |

| 2021*  | 2022   | 2023   | 2024   | 2025   | - | - |
| ------ | ------ | ------ | ------ | ------ | - | - |
| 17 131 | 17 183 | 17 634 | 17 597 | 17 401 | - | - |

## Administration
La commune se compose de deux sections :
- Kvítkovice
- Otrokovice

## Économie
La principale entreprise industrielle de la ville est l'usine de pneumatiques Continental Barum, une des plus importantes d'Europe. Construite en 1966, l'usine Barum fait partie du groupe allemand Continental AG depuis 1993. Elle produit 20 millions de pneumatiques par an et emploie 4 500 personnes.

## Transports
Par la route, Otrokovice se trouve à 13 km de Zlín, à 87 km de Brno et à 293 km de Prague.
La ville est desservie par l'autoroute D55 (R55 jusqu'en 2014) Hulin – Otrokovice (14 km).

## Jumelage
La commune est jumelée avec :
- Dubnica nad Váhom (Slovaquie)
- Zawadzkie (Pologne)
- Vác (Hongrie)